# Amy Hastings
Amy Cragg (z domu Hastings, ur. 21 stycznia 1984 w Long Beach) – amerykańska lekkoatletka specjalizująca się w biegach długich.
Brązowa medalistka mistrzostw świata w biegu maratońskim (2017).
Trzy razy startowała w przełajowych mistrzostwach świata. Największym osiągnięciem biegaczki w imprezie tej rangi jest brązowy medal, który wywalczyła w rywalizacji drużyn podczas czempionatu w roku 2010.
Dwukrotna uczestniczka igrzysk olimpijskich (2012 i 2016).
Złota medalistka mistrzostw Stanów Zjednoczonych oraz czempionatu NCAA.
Rekord życiowy: maraton – 2:27:03 (20 marca 2011, Los Angeles).

## Osiągnięcia
| Rok  | Impreza                           | Miejsce        | Konkurencja      | Lokata      | Wynik    |
| ---- | --------------------------------- | -------------- | ---------------- | ----------- | -------- |
| 2003 | Mistrzostwa świata w przełajach   | Lozanna        | bieg juniorek    | 20. miejsce | 22:33    |
| 2008 | Mistrzostwa świata w przełajach   | Edynburg       | bieg seniorek    | 62. miejsce | 28:18    |
| 2009 | Mistrzostwa świata w półmaratonie | Birmingham     | półmaraton       | 33. miejsce | 1:13:20  |
| 2010 | Mistrzostwa świata w przełajach   | Bydgoszcz      | bieg seniorek    | 25. miejsce | 26:20    |
| 2010 | Mistrzostwa świata w przełajach   | Bydgoszcz      | drużyna seniorek | 3. miejsce  |          |
| 2011 | Mistrzostwa świata                | Daegu          | bieg na 5000 m   | 15. miejsce | 15:56,06 |
| 2012 | Igrzyska olimpijskie              | Londyn         | bieg na 10 000 m | 11. miejsce | 31:10,59 |
| 2013 | Mistrzostwa świata                | Moskwa         | bieg na 10 000 m | 14. miejsce | 32:51,19 |
| 2016 | Igrzyska olimpijskie              | Rio de Janeiro | maraton          | 9. miejsce  | 2:28:25  |
| 2017 | Mistrzostwa świata                | Londyn         | maraton          | 3. miejsce  | 2:27:18  |